# Wjatscheslaw Wladimirowitsch Tichonrawow
Wjatscheslaw Wladimirowitsch Tichonrawow (russisch Вячеслав Владимирович Тихонравов, * 23. November 1985) ist ein früherer russischer Skilangläufer und Bogenbiathlet.
Wjatscheslaw Tichonrawow aus Chimki in der Oblast Moskau ist Armeeangehöriger und startete für den Klub PZSK Witjas (ПЦСК Витязь) sowie für den Podolski rajon. In den Saisons 2003/04 und 2004/05 nahm er im Continental-Cup und bei FIS-Rennen in Russland teil und trat auch bei den russischen Meisterschaften im Skilanglauf an. Ab 2006 startete er in Wettbewerben im Bogenbiathlon auf Ski. Er erreichte seinen größten internationalen Erfolg 2007, als in Moskau zum bislang letzten Mal Bogenbiathlon-Weltmeisterschaften ausgetragen wurden. Im Sprintrennen wurde er mit vier Fehlern Sechster. Nach ebenso vielen Schießfehlern im folgenden Verfolgungsrennen rückte er bis auf den dritten Rang hinter Hiroyuki Urano und Wladimir Jewtjukow vor und gewann die Bronzemedaille. Weniger erfolgreich verlief danach das Massenstartrennen. Bei acht Fehlern konnte Tichonrawow auch nur den achten Rang erreichen. Im Einzel wurde er mit eben soviel Fehlern Neunter. Ein Jahr später startete er außer Konkurrenz bei den bislang letzten internationalen Meisterschaften, den Bogenbiathlon-Europameisterschaften 2008 ebenfalls in Moskau. Im Sprint erreichte er eine Zeit, die für den sechsten Rang gereicht hätte, im Verfolgungsrennen startete er nicht mehr.

## Belege
1. 1 2 3 4  Vovick: Список спортивной сборной команды России на 2009 год. (PDF) www.skiarchery.ru, 31. Mai 2010, archiviert vom Original am 1. Februar 2016; abgerufen am 30. Januar 2017 (russisch).
2. 1 2  СПИСОК СПОРТСМЕНОВ - КАНДИДАТОВ НА УЧАСТИЕ В ЗИМНИХ ОЛИМПИЙСКИХ ИГРАХ В 2006 г.  vom 21. März 2003, abgerufen am 24. Januar 201
3. ↑  База ГИБДД Zulassungsverzeichnis nomerorg.com, abgerufen am 24. Januar 2017
4. 1 2 3  Банк спортсменов на 20110222 (*.xls-Datei, 2,2 MB), abgerufen am 24. Januar 2017
5. 1 2 3  Итоговый протокол Спринт, мужчины 7,5 км, 22 декабря 2006 г. Лыжная база ФСЦ "ФАКЕЛ", г. Лесной Ergebnis Sprint Ski-Bogenbiathlon Lesnoi, abgerufen am 24. Januar 2017
6. 1 2  Министерство по ФКСиТ Свердловской области, Федерация лыжных гонок Свердловской области, ЗАО "Санаторий "Зеленый мыс" Ergebnisprotokoll Langlauf-Sprint Junioren beim Ural-Cup vom 5. Dezember 2004, abgerufen am 24. Januar 2017
7. 1 2 3  Daten in der FIS-DB, siehe auch Weblinks, abgerufen am 24. Januar 2017
8. 1 2  Profil bei runrace.ru (Seite nicht mehr abrufbar, festgestellt im Juni 2024. Suche in Webarchiven)  Info: Der Link wurde automatisch als defekt markiert. Bitte prüfe den Link gemäß Anleitung und entferne dann diesen Hinweis., abgerufen am 24. Januar 2017
9. ↑  Sprintresultate WM 2007 (PDF; 212 kB)
10. ↑  Verfolgungsresultate WM 2007 (PDF; 209 kB)
11. ↑  Ergebnisse das Massenstarts WM 2007 (PDF; 210 kB)
12. ↑  Einzel-Ergebnisse WM 2007 (PDF; 213 kB)
13. ↑  Ergebnisse der EM 2008 (Memento vom 12. August 2012 im Internet Archive) (PDF; 464 kB)

| Personendaten    | Personendaten                                                                                |
| ---------------- | -------------------------------------------------------------------------------------------- |
| NAME             | Tichonrawow, Wjatscheslaw Wladimirowitsch                                                    |
| ALTERNATIVNAMEN  | Tihonravov, Vyachslav; Tihonravov, Vyatcheslav; Тихонравов, Вячеслав Владимирович (russisch) |
| KURZBESCHREIBUNG | russischer Bogenbiathlet                                                                     |
| GEBURTSDATUM     | 23. November 1985                                                                            |